# Bénéteau
Bénéteau è un cantiere nautico francese che produce imbarcazioni, filiale del Gruppo Bénéteau.

## Storia
Il cantiere nasce nel 1884 a Croix-de-Vie (oggi Saint-Gilles-Croix-de-Vie) nel dipartimento della Vandea, per opera di Benjamin Bénéteau.
All'inizio produceva dei chalutier a vela, imbarcazioni da pesca, ma negli anni successivi la produzione si allarga anche ad imbarcazioni a motore, sempre da pesca.
Nel 1964 la terza generazione dei Bénéteau amplia l'offerta iniziando la produzione di imbarcazioni da piacere, introducendo il poliestere come materiale da costruzione.
Nel 1982 il cantiere diventa leader mondiale nella costruzione di barche a vela e festeggia il centenario della nascita del cantiere due anni più tardi.
Negli anni novanta l'azienda si ingrandisce con l'acquisizione di CNB, Jeanneau, Lagoon e altri cantieri: nasce il Gruppo Bénéteau, che acquisterà anche altre attività non legate al settore nautico.

## Produzione

### Gamma a vela

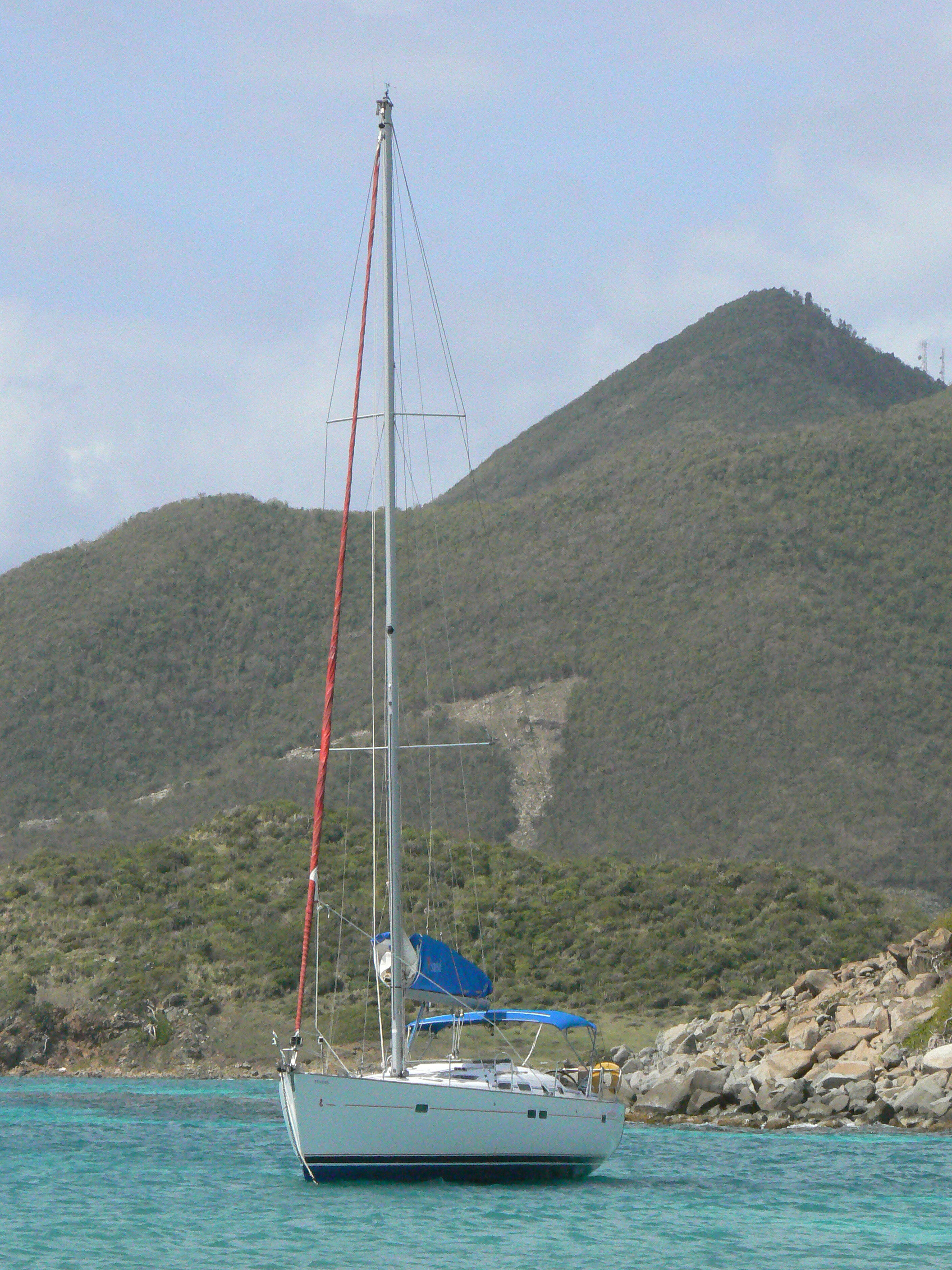
Una barca a vela della Bénéteau

- Océanis: barche a vela destinate alle crociere caratterizzate da una elevata vivibilità interna e da una particolare attenzione alla robustezza:
  - Oceanis 30.1
  - Oceanis 31
  - Oceanis 35.1
  - Oceanis 38.1
  - Oceanis 41.1
  - Oceanis 46.1
  - Oceanis 51.1
  - Oceanis 55.1
- Océanis Yacht: unità a vela create create sulla base della gamma Océanis destinate alle crociere di lusso con ampi spazi vivibili e materiali nobili:
  - Oceanis Yacht 62
- First: barche a vela sportive destinate a brevi uscite o regate:
  - First 14
  - First 18
  - First 24
  - First 27
  - First Yacht 53
- Figaro: monoscafo monotipo a foil, frutto della collaborazione tra il gruppo Beneteau e lo studio di architetti Van Peteghem Lauriot-Prévost:
  - Figaro Bénéteau 3

### Gamma a motore
- Flyer: motoscafi open da 5 a 9 metri caratterizzati da linee moderne e tecnologie innovative:
  - Flyer 5.5  Spacedeck o Sundeck
  - Flyer 6.6  Spacedeck o Sundeck
  - Flyer 8  Spacedeck o Sundeck
  - Flyer 8.8  Spacedeck o Sundeck
  - Flyer 10
- Barracuda: funzionali e confortevoli modelli sport-fisher dedicati alla pesca:
  - Barracuda 6
  - Barracuda 7
  - Barracuda 8
  - Barracuda 9
- Antares fuoribordo: modelli fisher-cruisers per brevi crociere o battute di pesca:
  - Antares 6 OB
  - Antares 7 OB
  - Antares 8 OB
  - Antares 9 OB
- Antares entro bordo: modelli motor-cruisers sicuri e spaziosi adatti alle famiglie per piacevoli navigazioni :
  - Antares 30
  - Antares 30S
- Gran Turismo: modelli eleganti e sportivi grazie all'innovativa carena Air Step:
  - Gran Turismo 32
  - Gran Turismo 36 (programmato per la primavera 2020)
  - Gran Turismo 40
  - Gran Turismo 46
  - Gran Turismo 50
  - Gran Turismo 50 Sportfly
- Swift Trawler: la nuova gamma trawler reinventa la categoria con modelli veloci e funzionali per lunghe crociere sul mare:
  - Swift Trawler 30
  - Swift Trawler 35
  - Swift Trawler 41 Fly
  - Swift Trawler 41 Sedan
  - Swift Trawler 44
  - Swift Trawler 47
  - Swift Trawler 50
- Monte Carlo: la gamma premium di Bénéteau. I motor-cruiser di questa linea, direttamente ispirati dallo spirito dei Monte Carlo Yachts, sono eleganti, raffinati e curati in ogni dettaglio:
  - Monte Carlo 52
  - Monte Carlo 6
  - Monte Carlo 6S